# Pedro Escudero de la Rocha
Pedro Escudero de la Rocha (1795 - ?) fue un político novohispano y mexicano, después de la guerra de independencia, Nacido y fallecido en San Francisco de Campeche, fue Gobernador de Yucatán en un corto periodo en 1837, cargo que asumió por presidir la Junta Departamental instalada en Yucatán en noviembre de 1835 por el gobierno centralista de México.

## Datos biográficos
Fue diputado al Congreso General representando a Yucatán en 1824. Más tarde fue diputado en el Congreso de Yucatán en 1835, hasta que este fue disuelto a la instauración del régimen centralista en México en octubre de ese mismo año, cuando era presidente de la república Miguel Barragán Andrade que había sustituido a Antonio López de Santa Anna.
Fue hijo de Pedro Manuel Escudero y Aguirre periodista novohispano y uno de los principales jefes de los rutineros en el Yucatán decimonónico. Fue padre de Pedro Escudero y Echánove, abogado campechano que se desempeñó como Ministro de Justicia en México en 1864, durante el gobierno del emperador Maximiliano I de México.